# Odostomia dealbata
Odostomia dealbata is een slakkensoort uit de familie van de Pyramidellidae. De wetenschappelijke naam van de soort is voor het eerst geldig gepubliceerd in 1851 door Stimpson.